# Proces înscenat
Termenul proces înscenat descrie un tip de proces în care autoritățile judiciare au hotărât deja vinovăția acuzatului. Procesul ca atare are singurul scop de a prezenta acuzațiile și verdictul publicului pe post de exemplu și de avertisment. Are tendința de a avea un caracter de răzbunare mai degrabă decât corecțional. Mai recent, prin traducere mot-à-mot din eglezescul "show trial", a apărut in română și expresia de "proces-spectacol".
Procese înscenate au deseori loc în regimurile autoritariste, deși, uneori, apar astfel de procese și în țările democratice, dar fără să aibă scopul eliminării sau reprimării oponeților politici sau a organizațiilor considerate indezirabile.
Astfel de procese pot arăta puțină considerație pentru acuratețea jurisprudenței și chiar și pentru litera legii. Acuzații au puține șanse reale să se apere. Ei au semnat de multe ori mărturisiri datotită presiunilor psihologice sau torturii, mai înainte de a apărea în sălile de judecată. 

## Procesele de la Moscova
Procesele înscenate erau pietrele unghiulare ale regimului stalinist. Procesele de la Moscova din perioada Marii Epurări au fost exemplele tipice de procese înscenate. Autoritățile nu numai că hotărau înainte de începerea judecății care este natura vinovăției acuzatului, dar puneau în scenă tot spectacolul judiciar. În ziare erau duse campanii de presă uriașe și în numeroase întruniri publice opinia publică era influențată în sensul acceptării vinovăției acuzaților. 
Autoritățile puneau în scenă procesele cu foartă multă meticulozitate. Dacă acuzații refuzau să "coopereze", să admită vinovăție pentru așa-zisele lor crime, (dovezile fiind de cele mai multe dintre ele fabricate), ei nu aveau parte de un proces public, dar pedeapsa era în schimb cea capitală. Așa ceva s-a întâmplat în cazul așa-numitului "Partid al Țăranilor Muncitori" (Трудовая Крестьянская Партия), un partid inventat de NKVD. În acest caz, a fost nevoie de compromiterea și judecarea economistului Aleksandr Ciaianov.
În occident, prima probă publică a ce s-a întâmplat cu adevărat în timpul proceselor de la Moscova a apărut datorită activității Comisiei "Dewey". După prăbușirea Uniunii Sovietice, au apărut mult mai multe informații. Acestea l-au discreditat pe Walter Duranty, care a pretins că acele procese au fost corecte.

## Alte posibile procese înscenate
În continuare este prezentată o listă incompletă a unor procese care au caracteristicile unor procese înscenate. Ele sunt prezentate în ordine cronologică. 
- Procesul din secolul al XIV-lea al lui William Wallace, un conducător revoluționar scoțian, prins și mai apoi, executat de către englezi.
- Procesul lui Ioanei d'Arc.
- Procesul lui Charles I al Angliei.
- Procesul lui Breaker Morant.
- Procesul celor șaisprezece sau Primul proces de la Moscova.
- Judecarea oponenților regimului nazist de către Tribunalele Poporului.
- Procesul bandei Ioanid care a acționaț pe vremea României comuniste. Membrii grupului au fost forțați să joace într-o reconstituire filmate a presupusului jaf bancar. Procesul a fost, de asemenea, judecat de propaganda de partid.

## Acuzarea-înscenare
În anumite cazuri, procesele înscenate servesc scopul contrar: pretinde că acuză o persoană pe care autoritățile au decis deja să o achite. Asemenea procese au de obicei loc atunci când este vorba de oficiali corupți sau care sunt oricum vinovați, care deja și-au asigurat dezvinovățirea cu bani sau prin trafic de influență, dar pe care guvernul hotărăște să-i supună unei "acuzări înscenate" pentru a crește încrederea populației în sistemul judiciar. Ca și în cazul clasicelor procese spectacol, verdictul de nevinovăție este dat în afarta curții de judecată înaintea începerii procesului propriu zis. 